# Апухтины
Апу́хтины (в старину Опухтины) — древний дворянский род.
Род Апухтиных разделился на две ветви, от одного родоначальника.
1. Потомки Фёдора Юрьевича Апухтина, жившего в конце XV — начале XVI век. Дмитрий Тимофеевич помещик Карачевского уезда (1585). Афанасий Дмитриевич. за московское осадное сидение при царе Василье Шуйском пожалован вотчиною из поместья в Карачевском уезде (1622), карачевкий городовой дворянин (1627). Константин Дмитриевич дозорщик в Курске (1621), за московское осадное сидение при царе Василии Шуйском пожалован вотчиною (1626), карачевский городовой дворянин (1627—1629). Матвей Дмитриевич Апухтин воевода в Лаишеве в 1625, карачевский городовой дворянин (1627—1629). Апухтины служили в воеводах, дворянах московских, стряпчих, стольниках. Генерал-поручик (с 21.04.1773) Иоаким (Аким) Иванович Апухтин (1726—1804)[2] в 1783—1784 годах был генерал-губернатором симбирского и уфимского наместничеств. К первой ветви рода Апухтиных принадлежали также инженер-генерал-майор Александр Петрович Апухтин (1775 — до 1844)[3], попечитель варшавского учебного округа Александр Львович Апухтин (1822—1903) и поэт Алексей Николаевич Апухтин (1840—1893).
2. Родоначальник Василий Апухтин (вероятно внук родоначальника первой ветви Апухтиных, жил в конце XVI столетия). Аверкий Исидорович Апухтин воевода в Арзамасе (1650—1651), воевода в Брянске (с мая 1659). московский дворянин (1659—1682), письменный голова в Астрахани (с 27 августа 1663), воевода в Нежине в (1672—1674), подписал постановление об отмене местничества (1682). Иван Аверкиевич — стряпчий (1677), ездил за государем (1679), стольник (1678—1703). Сенатор и генерал-квартирмейстер Василий Андреевич Апухтин (1661 — после 1726) — стряпчий (1676), стольник (1679—1713), был у составления нового уложения (1700), описывал Курский уезд (1682), сенатор и генерал-квартирмейстер (1712), за преступления по управлению Денежной палатой и Кузнецкими дворами лишён звания сенатора, впоследствии прощён[4].

Известна также стала Наталья Дмитриевна Апухтина, бывшая женой декабристов Фонвизина и Пущина.

## Описание герба
В числе Высочайше утвержденных герба Апухтиных не имеется. В Гербовнике Анисима Титовича Князева 1785 года имеется изображение печати с гербом генерал-майора (1768), генерал-поручика (1773), кавалера ордена Святого Александра Невского и Святой Анны, симбирского и уфимского генерал-губернатора в 1783—1784 годах Акима Ивановича Апухтина (1742—1798): в серебряном поле щита с золотой каймой, изображен чёрный одноглавый орёл с распростёртыми крыльями, держащий наискось, в правой лапе, розовый флаг, а в левой скипетр. Щит увенчан дворянской короной (дворянский шлем и намёт отсутствуют). Щитодержатели: два восстающих льва, с поднятыми хвостами и высунутым языком. Львы задними ногами стоят на фигурной виньетке.

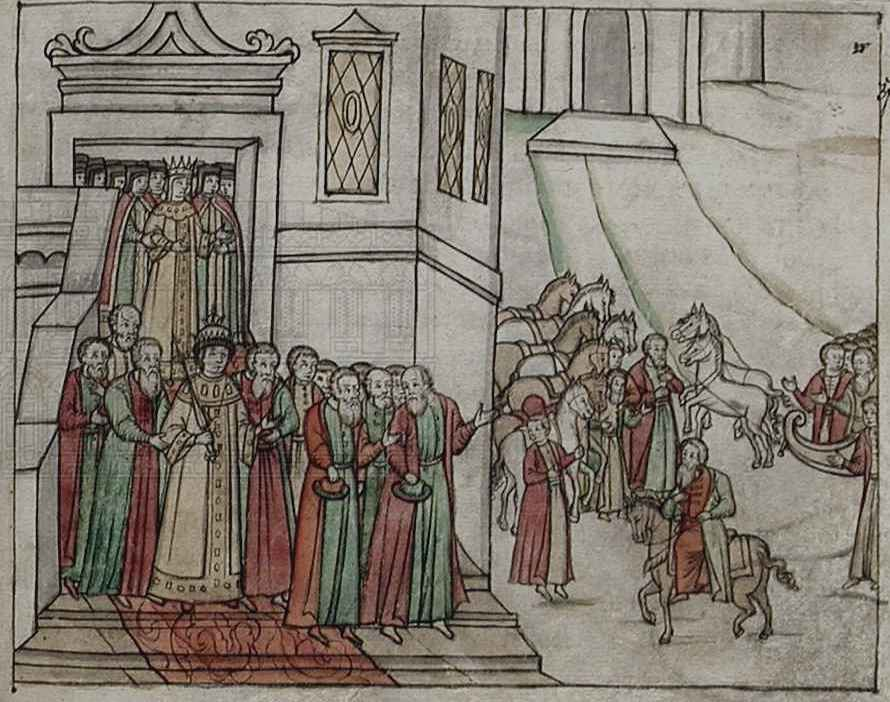
«А из палаты шел государь и государыня сеньми да лестницею, что у Грановитой палаты, до аргамака и до саней. А под ними государи слали путь камками червчатыми стряпчие князь Дмитрей княж Александров сын Ростовской, Петр Никитин сын Измайлов, Иван Михайлов сын Толочанов, Иван Михайлов сын Чепчюгов, Иван Азеев сын Опухтин, Михайло Ефимов сын Телепнев. А аргамак государев … боярин князь Борис Михайлович Лыко.»

## Известные представители
- Апухтин Иван Лукьянович — воевода в Лухе (1616—1617), Переславле-Залесском, где был ранен литовцами в (1618), Уржуме (1619—1620), Чебоксарах (1634). Его сын упоминается на свадьбе царя Михаила Федоровича с княжной Марией Владимировной Долгоруковою (19.04.1624)[6].
- Апухтин Семён Дмитриевич — воевода в Парфеньеве (1617—1618), сотник в Воронеже (1622), пристав у турецкого посла, провожал его через казачьи юрты (1623).
- Апухтин Степан Никифорович — воевода в Уржуме (1619—1620).
- Апухтин Семен Дмитриевич — воевода в Туринске (1620—1624).
- Апухтин Иван Иванович — стряпчий, на 1-й и 2-й свадьбах царя Михаила Фёдоровича слал путь (14 сентября 1624 и 05 февраля 1626), стряпчий с платьем при приёме персидского посла (09 мая 1625), стольник, служил у стола государева при приёме литовских послов (21 марта 1635) и персидского посла (09 мая 1625), был при приёмах литовского гонца (30 января и 23 августа 1637), дневал и ночевал у гроба царевича Ивана Михайловича (30 января 1639).
- Апухтин Матвей Дмитриевич — воевода в Лаишеве (1625—1627).
- Апухтин Савва Матвеевич — пожалован вотчиною в Карачевском уезде (1635), стряпчий (1659). умер (1685).
- Апухтин Иван Грязной Казаринович — стряпчий, служил у государева стола при приёме литовских послов (21 марта 1635) и персидских послов (19 мая 1636).
- Апухтин Иван Азеев Казаринович — московский дворянин, был при приёме персидского посла (05 февраля 1639)[7].
- Апухтин Иван Данилович — московский дворянин, ездил за царицею (1649—1651) (ум. 1673).
- Апухтин Аверкий Сидорович — воевода в Арзамасе (1651—1653), Брянске (1659), Нежине (1672).
- Апухтин Клементий Константинович — за литовскую службу (1656) пожалован поместьем в Карачевском уезде, московский дворянин (1658), убит под Конотопом (28 июня 1659).
- Апухтин Савва Иванович — сотенный голова у боярских даточных людей при встрече Грузинского царя (20 июня 1658).
- Апухтин Александр Иванович — стольник, служил у стола государева при приёме Грузинского царя (06 июля 1658), нёс тело царя Алексея Михайловича из дворца в собор Архангела Михаила (30 января 1676), переписчик и межевщик поместных земель Брянского уезда (1677).
- Апухтин Михаил Андреевич — стряпчий (1668—1676), воевода в Переславле-Южном (1672), стольник (1677—1692), ротмистр 10-й роты дворян в крымском походе (1687).
- Апухтин Никита Иванович — стольник (1674—1703), за Чигиринскую службу пожалован вотчиною в Карачевском уезде (1682), стольник и поручик 10-й роты дворян в Азовском походе (1686), завоеводчик в Азовском походе (1686), ландрат Киевской губернии (1714).
- Апухтин Фёдор Иванович — стряпчий, пожалован вотчинами в Карачевском уезде (1674 и 1680), ездил за царём (1676) (ум. 1682).
- Апухтин Михаил Андреевич — воевода в Валуйках (1679—1681), Коротояке (1683).
- Апухтин Иван Клементьевич — стряпчий (1683), стольник (1684—1697), за Чигиринскую службу, мир с Польшей и Троицкий поход пожалован вотчинами в Карачевском, Орловском и Болховском уездах (13 декабря и 30 сентября 1682, и 1687).
- Апухтин Тимофей Андреевич — стряпчий (1677), за участие в войне с Турцией и Крымом пожалован вотчинами в Ярославском и Болховском уездах, стольник, воевода в Терках (1689) (ум. 1697)[8].
- Апухтин Василий Степанович — майор, воевода в Вольном (1732), (ум. 1750).
- Апухтин Аким Иванович (1726—1804) — генерал-поручик (1773), член военной коллегии (1776—1789), генерал-губернатор симбирский и уфимский (1783—1784), кавалер орденов Святого Александра Невского и Святой Анны, в 1780 году пожаловано 575 душ в Полоцкой губернии.
- Апухтин Николай Захарович — подполковник (1780), коллежский советник, Рязанский губернский предводитель дворянства (1801—1802).
- Апухтин Евстигней Андреевич — поручик, корнет, помещик Брянского уезда, жена: княжна Прасковья Александровна Друцкая-Соколинская.
- Апухтин Гавриил Петрович (1760—1835) — майор, действительный статский советник, жена: княжна Екатерина Григорьевна Щербатова.
- Апухтина Наталья Дмитриевна (1805—1869) — жена: в первом браке за декабристом, генерал-майором Михаилом Александровичем Фон-Визиным (ум. 1854). Во втором браке тоже за декабристом, Иваном Ивановичем Пущиным (ум. 1859)[1][6].